# 42 Изида
42 Изида (енгл. 42 Isis) је астероид главног астероидног појаса. Приближан пречник астероида је 100,20 km,
а средња удаљеност астероида од Сунца износи 2,441 астрономских јединица (АЈ).
Инклинација (нагиб) орбите у односу на раван еклиптике је 8,527 степени, а орбитални период износи 1393,139 дана (3,814 године). Ексцентрицитет орбите астероида износи 0,223.
Апсолутна магнитуда астероида износи 7,53 а геометријски албедо 0,171.
Астероид је откривен 23. маја 1856. године.